# 亚硝酰氯
亚硝酰氯（化学式：NOCl）是一个常见的亚硝酰化合物。室温下为不稳定的黄色气体，具刺鼻恶臭味，遇水分解，可溶于发烟硫酸中。存在于王水中。用作催化剂、有机化学试剂，也用于合成洗涤剂。具强腐蚀性，有毒，对眼部、皮肤和肺部有刺激性。

## 结构
NOCl分子为弯曲型，中心的N原子为sp2杂化。N=O双键键长为1.16 Å，N-Cl键长为1.69 Å，Cl-N-O键角为113°。

## 制取
亚硝酰氯可通过混合氯气和一氧化氮制取：
Cl2 + 2 NO → 2 NOCl
或用亚硝基硫酸与氯化氢反应：
HCl  +  NOHSO4  →  NOCl  +  H2SO4
王水（浓硝酸与浓盐酸混合物）中也含有亚硝酰氯：
HNO3  +  3 HCl  →  Cl2  +  2 H2O  +  NOCl

## 反应
- 与水反应，先生成亚硝酸和盐酸，进一步反应得到硝酸、亚硝酸、一氧化氮和盐酸等；
- 与碘反应，部分生成一氧化氮和一氯化碘；
- 与其他化合物发生复分解，得到其他亚硝酰盐，如氟硼酸亚硝酰。此反应常在液态NOCl中进行，它可以电离出NO+和Cl−，同时也用作溶剂；
- 加热至100°C时分解为氯气和一氧化氮；
- 与氧气反应，生成二氧化氮和氯气；
- 与烯烃加成，生成1-氯-2-亚硝基化合物，经互变异构得到α-氯代肟，水解生成α-卤代酮：[4]